# Molly Shaffer Van Houweling

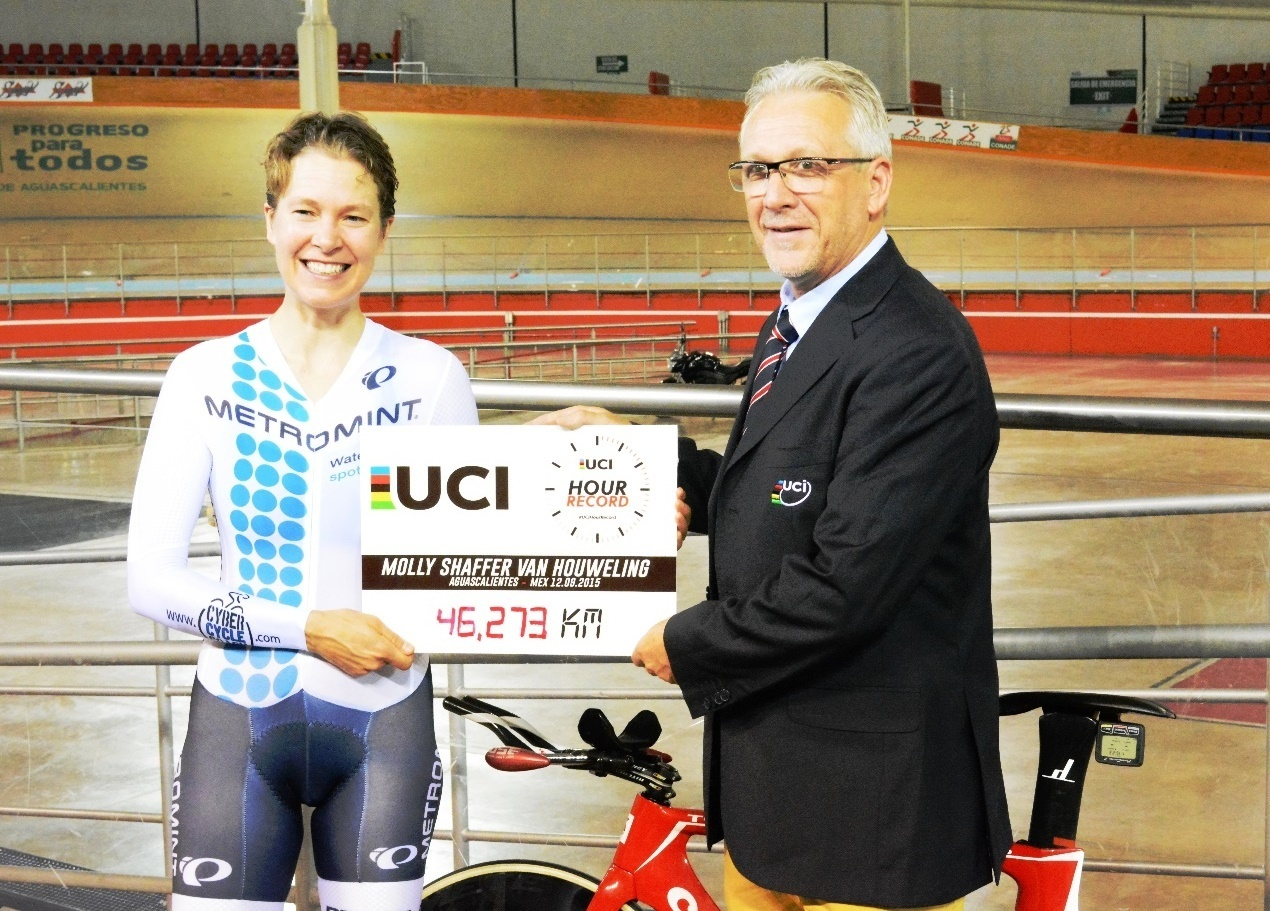
Molly Shaffer après son record du monde, avec le commissaire de l'UCI Randy Shafer

Molly Shaffer Van Houweling, née le 1er mars 1973, est une juriste et coureuse cycliste américaine. Spécialiste du contre-la-montre, elle bat du record du monde de l'heure le 12 septembre 2015, avec 46,274 km parcourus en une heure. Son record est battu le 22 janvier 2016 par l'Australienne Bridie O'Donnell en 46,882 km.

## Activités d'avocate
Molly Shaffer Van Houweling étudie le droit au sein de la Faculté de droit de l'Université Harvard. Elle travaille au cours de ses études comme éditrice pour le Harvard Journal of Law and Technology et au sein du Berkman Center for Internet & Society. En outre, elle est assistante de recherche pour Arthur R. Miller et Lawrence Lessig et enseigne au Harvard College Government Department. Pendant ce temps, elle obtient pour la qualité de son enseignement le Derek Bok Award for Excellence in Undergraduate Education. En 2002, elle fait partie de l'équipe fondatrice de Creative Commons, dont elle devient la présidente. Elle suit d'autres études en sciences politiques à l'Université du Michigan, qu'elle compléte avec un mémoire intitulé The Politics of Presidential Position-Taking . Elle est également parmi les premiers employés de l'Internet Corporation for Assigned Names and Numbers (l'ICANN).
Depuis 2005, Shaffer Van Houweling est professeur de droit au sein de Berkeley Law, la faculté de droit de l'université de Californie à Berkeley. Elle occupe le poste de co-directeur de la faculté. Elle travaille également pour le juge Michael Boudin de la Cour d'appel, ainsi que le juge David Souter de la Cour suprême des États-Unis. Ses axes de recherche sont les dispositions du droit d'auteur liés aux nouvelles technologies de l'information. L'accent est mis sur les bases juridiques, qui sont destinées à réguler les intérêts commerciaux, mais également les intérêts des utilisateurs privés.

## Cyclisme
En plus de ses activités scientifiques, Molly Shaffer Van Houweling - ainsi que son mari, le politologue Robert Van Houweling - pratique le cyclisme. En 2004, le couple devient champion du Michigan sur un tandem. En 2011, Molly Van Houweling est huitième du championnat américain du contre-la-montre. Un an plus tard, elle se classe à la douzième place, puis à la onzième place en 2013. Toujours en 2013, elle se classe seizième du Chrono des Herbiers. En 2011, elle est championne du monde du contre-la-montre dans la catégorie des Masters et vice-championne du monde dans la course en ligne. En 2012 et 2014, elle est double championne du monde Masters.
En juillet 2015, elle établit avec 45,637 kilomètres par heure, un nouveau record de l'heure des États-Unis et du continent panaméricain au Velodromo Bicentenario d'Aguascalientes (Mexique). Le 12 septembre 2015, elle bat le record du monde de l'heure datant de douze ans et détenu par la multiple championne du monde et championne olympique, la Néerlandaise Leontien van Moorsel. Elle porte le record de 46,065 km à 46,274 km. L'Australienne Bridie O'Donnell améliore le record le 22 janvier 2016 en 46,882 km
En juillet 2017, elle devient championne des États-Unis de poursuite pat équipes, avec Christina Birch, Catherine Moore et Amanda Seigle.

## Palmarès sur route
- 2010
  - 1re étape du Valley of the Sun Stage Race (contre-la-montre)
  - 2e du Valley of the Sun Stage Race
- 2011
  -  Championne du monde du contre-la-montre Masters
  -  Médaillée d'argent du championnat du monde sur route Masters
- 2012
  -  Championne du monde sur route Masters
  -  Championne du monde du contre-la-montre Masters
- 2013
  - 2e étape de la Chico Stage Race (contre-la-montre)
  - 2e de la Chico Stage Race
  - 3e de la Valley of the Sun Stage Race
- 2014
  -  Championne du monde sur route Masters
  -  Championne du monde du contre-la-montre Masters

## Palmarès sur piste
- 2017
  -  Championne des États-Unis de poursuite par équipes (avec Christina Birch, Catherine Moore et Amanda Seigle)
- 2018
  -  Championne des États-Unis de poursuite par équipes (avec Jennifer Wheeler, Christina Birch et Sarah Munoz)
- 2019
  -  Championne des États-Unis de poursuite individuelle